# Pandemia de gripe A (H1N1) de 2009-2010
La pandemia de gripe A (H1N1) de 2009-2010 fue una pandemia causada por la variante /09 del Influenzavirus A (subtipo H1N1). Las denominaciones gripe A (H1N1), usadas por numerosos medios de comunicación, pueden dar lugar a confusiones, ya que ha habido otras pandemias de gripe A (H1N1) en épocas pasadas. Por esta razón, este virus fue conocido oficialmente por la Organización Mundial de la Salud (OMS) como Virus H1N1/09 Pandémico, haciendo referencia al año de su aparición. La enfermedad causada por esta nueva cepa viral es conocida como gripe porcina (nombre dado inicialmente), gripe norteamericana (propuesto por la Organización Mundial de la Salud Animal) y nueva gripe (propuesto por la Unión Europea), nombres que han sido objeto de diversas controversias. El 30 de abril de 2009, la OMS decidió denominarla gripe A (H1N1). Esta es una descripción del virus: la letra A designa la familia de los virus de la gripe humana y de la de algunos animales como cerdos y aves, y las letras H y N (hemaglutininas y neuraminidasas) corresponden a las proteínas de la superficie del virus que lo caracterizan.
El origen de la infección es una variante de la cepa H1N1, con material genético proveniente de una cepa aviaria, dos cepas porcinas y una humana que sufrió una mutación y dio un salto entre especies (o heterocontagio) de los cerdos a los humanos, para después permitir el contagio de persona a persona.
El 11 de junio de 2009, la OMS la clasificó como de nivel de alerta seis; es decir, "pandemia en curso". Para poder clasificar una enfermedad a dicho nivel, debe verse involucrada la aparición de brotes comunitarios (ocasionados localmente sin la presencia de una persona infectada proveniente de la región del brote inicial). Sin embargo, ese nivel de alerta no define la gravedad de la enfermedad producida por el virus, sino su extensión geográfica.
El 18 de septiembre de 2010 la OMS anunció el fin de la pandemia, 1 año después y luego de haberle dado la vuelta al mundo. La pandemia tuvo una mortalidad baja, en contraste con su amplia distribución (11-21 % de la población mundial infectada), dejando tras de sí entre 150 000 y 575 000 víctimas.

## Origen y desarrollo
Las autoridades mexicanas atribuyeron este aumento a una "gripe de temporada tardía", la cual coincide normalmente con un ligero aumento del Influenzavirus B hasta el día 21 de abril, cuando los Centros para el Control y Prevención de Enfermedades (CDC) de Estados Unidos dieron la voz de alarma a los medios acerca de dos casos aislados de una nueva gripe porcina. Los dos primeros casos confirmados fueron dos niños residentes en los Estados Unidos (una niña de 9 años en el condado de Imperial, California y un niño de 10 años en el condado de San Diego) que enfermaron el 28 y 30 de marzo respectivamente, no habiendo tenido ningún contacto con cerdos ni antecedentes de haber viajado a México. La primera muerte debida a la gripe A ocurrió el 11 de abril en una niña que enfermó desde el 19 de marzo y fue atendida en el Instituto Nacional de Enfermedades Respiratorias de México. Más conocida es otra ocurrida el 13 de abril, cuando una mujer diabética natural de Oaxaca murió por complicaciones respiratorias. Se enviaron algunas muestras al CDC y a Winnipeg (Canadá) desde México el 21 de abril que dieron positivo en gripe porcina y se relacionaron rápidamente con el aumento de la gripe tardía. Algunos casos en México y los Estados Unidos fueron identificados por la Organización Mundial de la Salud como una nueva cepa del H1N1.
Los primeros casos de influenza en México se detectaron el 11 de abril en el estado mexicano de Veracruz. Al mes se extendió por varios estados de México, Estados Unidos y Canadá, para exportarse a partir de entonces, con aparición de numerosos casos en otros países de pacientes que habían viajado a México y Estados Unidos. Se constataron unos pocos casos de contagios indirectos, de personas que no estuvieron en dicha región, que se dieron en España, Alemania, Corea del Sur y Reino Unido. En marzo y abril de 2009, se detectaron más de 1000 casos  de gripe porcina en humanos de México y del Suroeste de Estados Unidos. También se notificaron casos en los estados de San Luis Potosí, Hidalgo, Querétaro y Estado de México, dentro de México central. El secretario de salud mexicano José Ángel Córdova declaró lo siguiente el 24 de abril: "Estamos tratando con un nuevo virus de la gripe que constituye una epidemia respiratoria (aunque es controlable)".

## Variedad del virus
Cuando los virus influenza A padecen un cambio antigénico, causan gripe con brotes más graves y extensos y dan epidemias globales o pandemias que han ocurrido en ciclos de diez-quince años desde la aparición de la pandemia de 1918. Las variaciones menores antigénicas en estos virus influenza A y en los Influenza B (y en mucha menor medida los influenza C) llevan a producir las gripes estacionales y que se dan casi todos los años con extensión variable y generalmente menos grave.
La tasa de morbilidad o proporción de personas con enfermedad en la región afectada por Influenza A son muy variables, pero de forma general oscilan entre 10 y 20 % de la población general. Las cepas H1N1 que han circulado en los últimos años se considera que han sido menos virulentas intrínsecamente, causando una enfermedad menos grave, incluso en sujetos sin inmunidad al virus, por lo que existen otros factores no precisados para la gravedad, no llegando a producir pandemias, sino únicamente epidemias. La última pandemia de Influenza A (por subtipo H3N2) se dio en entre 1968 y 1969 (gripe de Hong Kong) con unas condiciones sociosanitarias diferentes a las actuales.
Se sabe que el virus causante de la gripe porcina no se transmite consumiendo carne de cerdo infectado, ya que el virus no resiste altas temperaturas como las empleadas para cocinar alimentos.

## Síntomas
Los síntomas de este virus nuevo al lado de la influenza H1N1 en las personas son similares a los síntomas de la influenza o gripe estacional. Incluyen fiebre muy alta (38-40 °C), tos seca recurrente, dolor de garganta, moqueo o secreción nasal, dolores en el cuerpo, dolor de cabeza, escalofríos, fatiga, dolor en los ojos, pérdida del apetito, problemas para respirar como falta de aliento. Una cantidad significativa de personas infectadas por este virus también informó tener vómito y diarrea.[cita requerida]

## Tratamiento

### Vacuna

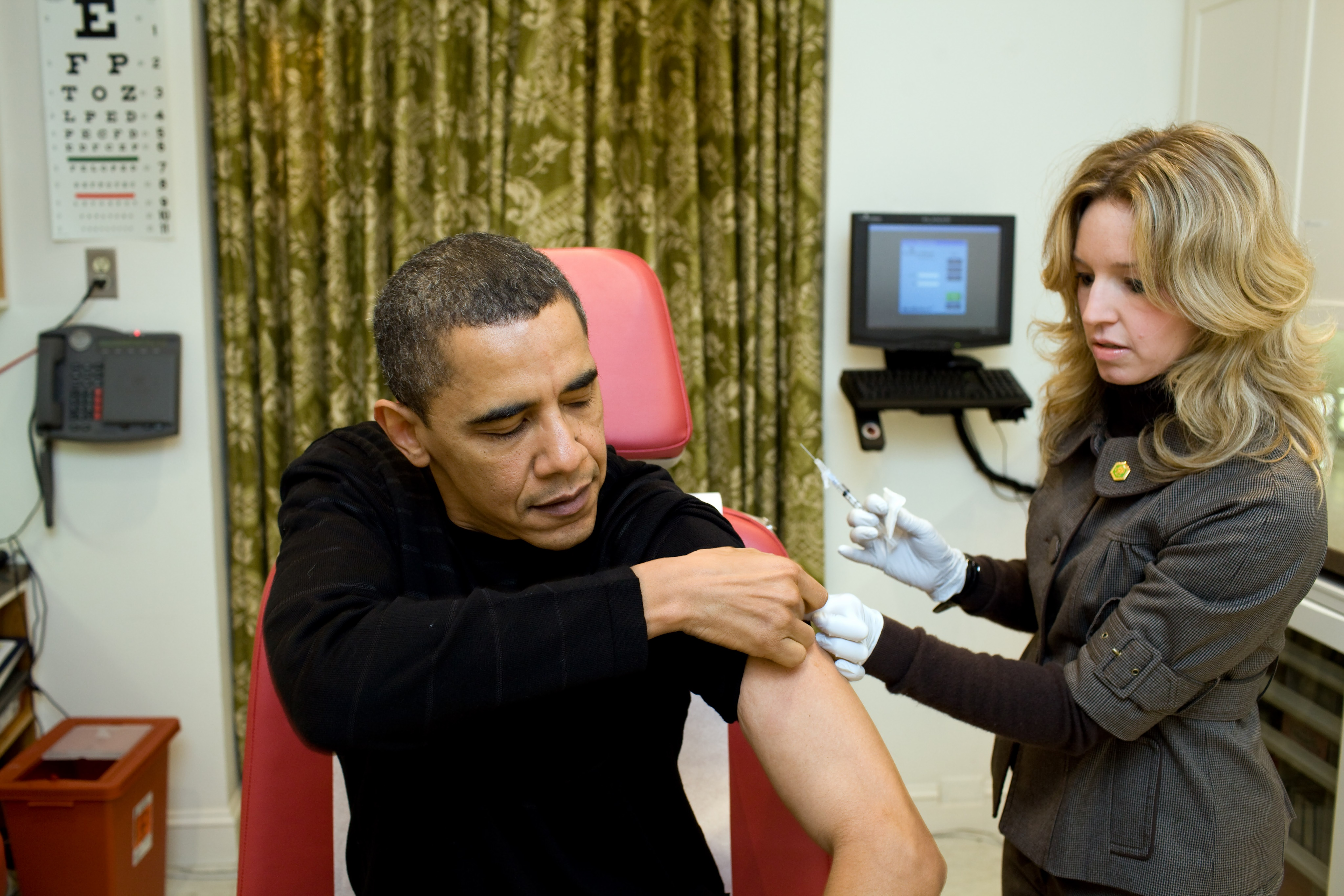
Barack Obama, entonces presidente de los Estados Unidos, siendo vacunado contra la gripe H1N1 el 20 de diciembre de 2009.

Durante gran parte del desarrollo y propagación del brote no se dispuso de una vacuna para esta cepa, hasta el 12 de junio de 2009, cuando el grupo farmacéutico suizo Novartis, con el apoyo económico del gobierno de Estados Unidos, anunció haber producido el primer lote de vacunas contra el virus. Los ensayos clínicos para la obtención de la licencia de la vacuna se realizaron en julio de 2009, para poder iniciar la producción en masa de la vacuna y su posterior distribución.
En agosto de 2009 investigadores del Centro de Control y Prevención de Enfermedades de Estados Unidos realizaron pruebas en seres humanos con resultados positivos, y que los exámenes muestran que la primera dosis de la vacuna provoca una respuesta inmune en el cuerpo humano, lo que resulta suficiente para proteger contra la cepa del virus A(H1N1), según Yin Weidong, director general de la farmacéutica Sinovac Biotech.
La OMS ratificó que la vacuna es segura y que los procedimientos establecidos para la concesión de licencias a las diferentes compañías farmacéuticas son rigurosos, a pesar del procedimiento de aprobación.

### Antivíricos
Respecto al tratamiento con antivíricos, la OMS indicó la utilidad de zanamivir (en inhalación) y oseltamivir (tratamiento oral) como tratamiento efectivo, considerándose que el caso resistente a este último "es aislado" y "sin implicaciones para la salud pública". Por otro lado, el virus se ha mostrado como resistente a los inhibidores como la amantadina y rimantadina.

## Prevención
Para prevenir esta gripe se recomendaron varias medidas:
- Evitar el contacto directo con las personas enfermas o que tengan fiebre y tos.
- Lavarse las manos con agua tibia y jabón entre 10 y 20 segundos de manera frecuente. Lavarse también entre los dedos, y por último el pulso o la muñeca. Como alternativa, puede usar alcohol en gel o líquido para desinfectar.
- Tratar de no tocarse la boca, nariz y ojos.
- Ventilar los lugares habitados.
- Taparse la boca y la nariz al estornudar o toser con un pañuelo descartable o, si no tuviera, con el pliegue del codo.
- Usar mascarillas o barbijos (recomendable solamente en ambientes públicos o en cercanía a contagiados), recordando que tienen un determinado tiempo de uso.
- Evitar los besos y dar la mano al saludarse. Además, evitar contactos muy cercanos, tales como compartir vasos, cubiertos y otros objetos que hayan podido estar en contacto con saliva o secreciones.

## Casos y respuesta por nación
| País o territorio                      | Caso(s) confirmado(s) | Fallecido(s) | Recuperado(s) |
| -------------------------------------- | --------------------- | ------------ | ------------- |
| Alemania                               | 222 360               | 254          | 222 106       |
| Portugal                               | 166 922               | 122          | 166 800       |
| China                                  | 162 148               | 923          | 161 225       |
| Japón                                  | 157 626               | 198          | 157 428       |
| Estados Unidos                         | 113 381               | 3283         | 110 098       |
| Corea del Sur                          | 107 939               | 250          | 107 689       |
| Bélgica                                | 76 973                | 19           | 76 954        |
| México                                 | 70 715                | 1172         | 69 543        |
| Brasil                                 | 58 178                | 2101         | 56 077        |
| Australia                              | 38 706                | 191          | 38 515        |
| Hong Kong                              | 33 109                | 80           | 33 029        |
| Tailandia                              | 31 902                | 225          | 31 677        |
| India                                  | 29 599                | 1501         | 28 098        |
| Canadá                                 | 28 828                | 429          | 28 399        |
| Reino Unido                            | 28 456                | 474          | 27 982        |
| Rusia                                  | 25 339                | 604          | 24 735        |
| Grecia                                 | 17 977                | 134          | 17 843        |
| Egipto                                 | 15 812                | 273          | 15 539        |
| Arabia Saudita                         | 14 500                | 128          | 14 372        |
| Noruega                                | 12 654                | 29           | 12 625        |
| Sudáfrica                              | 12 640                | 93           | 12 547        |
| Argentina                              | 12 477                | 685          | 11 792        |
| Turquía                                | 12 316                | 627          | 11 689        |
| Chile                                  | 12 258                | 155          | 12 103        |
| Macao                                  | 12 210                | 82           | 12 128        |
| Suiza                                  | 11 212                | 18           | 11 194        |
| Vietnam                                | 11 186                | 58           | 11 128        |
| Suecia                                 | 10 985                | 27           | 10 958        |
| Perú                                   | 10 051                | 268          | 9783          |
| Kuwait                                 | 8669                  | 61           | 8608          |
| Islandia                               | 8650                  | 2            | 8648          |
| Omán                                   | 6349                  | 33           | 6316          |
| Finlandia                              | 6122                  | 44           | 6078          |
| Francia                                | 5489                  | 344          | 5145          |
| Taiwán                                 | 5474                  | 41           | 5433          |
| República Checa                        | 5445                  | 533          | 4912          |
| Filipinas                              | 5212                  | 32           | 5180          |
| Yemen                                  | 5038                  | 31           | 5007          |
| Venezuela                              | 4844                  | 166          | 4678          |
| Israel                                 | 4330                  | 94           | 4236          |
| Colombia                               | 4310                  | 272          | 4,038         |
| Irán                                   | 3672                  | 147          | 3525          |
| Italia                                 | 3333                  | 243          | 3090          |
| Nueva Zelanda                          | 3189                  | 25           | 3164          |
| Uruguay                                | 3056                  | 26           | 3030          |
| Jordania                               | 3033                  | 19           | 3014          |
| Marruecos                              | 2890                  | 64           | 2826          |
| Irak                                   | 2880                  | 42           | 2838          |
| Macedonia del Norte                    | 2637                  | 27           | 2610          |
| Bolivia                                | 2310                  | 59           | 2251          |
| Ecuador                                | 2251                  | 129          | 2122          |
| Nicaragua                              | 2172                  | 11           | 2,161         |
| Polonia                                | 2024                  | 180          | 1844          |
| Costa Rica                             | 1867                  | 38           | 1829          |
| Líbano                                 | 1838                  | 5            | 1833          |
| Palestina                              | 1676                  | 43           | 1633          |
| España                                 | 1538                  | 373          | 1165          |
| Países Bajos                           | 1473                  | 62           | 1411          |
| Baréin                                 | 1325                  | 8            | 1317          |
| Zimbabue                               | 1318                  | 0            | 1318          |
| Georgia                                | 1300                  | 33           | 1267          |
| Mongolia                               | 1259                  | 30           | 1229          |
| Letonia                                | 1253                  | 34           | 1,219         |
| Singapur                               | 1217                  | 21           | 1196          |
| Túnez                                  | 1209                  | 24           | 1185          |
| Guatemala                              | 1170                  | 19           | 1151          |
| Indonesia                              | 1098                  | 10           | 1088          |
| Paraguay                               | 1025                  | 47           | 978           |
| Eslovenia                              | 990                   | 10           | 980           |
| Cuba                                   | 973                   | 63           | 910           |
| Brunéi                                 | 971                   | 2            | 969           |
| Austria                                | 964                   | 39           | 925           |
| Eslovaquia                             | 955                   | 53           | 902           |
| Argelia                                | 916                   | 57           | 859           |
| Puerto Rico                            | 908                   | 60           | 848           |
| Madagascar                             | 877                   | 4            | 873           |
| Afganistán                             | 853                   | 17           | 836           |
| El Salvador                            | 834                   | 33           | 801           |
| Bangladés                              | 818                   | 6            | 812           |
| Panamá                                 | 813                   | 12           | 801           |
| Tanzania                               | 770                   | 1            | 769           |
| Bulgaria                               | 766                   | 40           | 726           |
| Libia                                  | 764                   | 1            | 763           |
| Reunión                                | 759                   | 7            | 752           |
| Estonia                                | 738                   | 21           | 717           |
| Zambia                                 | 726                   | 0            | 726           |
| Malta                                  | 718                   | 5            | 713           |
| Bosnia y Herzegovina                   | 714                   | 13           | 701           |
| Serbia                                 | 695                   | 83           | 612           |
| Gabón                                  | 676                   | 0            | 676           |
| Dinamarca                              | 651                   | 33           | 618           |
| Sri Lanka                              | 642                   | 48           | 594           |
| Honduras                               | 560                   | 18           | 542           |
| Catar                                  | 550                   | 10           | 540           |
| Camboya                                | 531                   | 6            | 525           |
| Croacia                                | 526                   | 26           | 500           |
| Nueva Caledonia                        | 500                   | 9            | 491           |
| Ucrania                                | 494                   | 213          | 281           |
| República Dominicana                   | 491                   | 23           | 468           |
| Ruanda                                 | 482                   | 0            | 482           |
| Siria                                  | 452                   | 152          | 300           |
| Albania                                | 426                   | 12           | 414           |
| Kenia                                  | 417                   | 0            | 417           |
| Senegal                                | 352                   | 0            | 352           |
| Guam                                   | 338                   | 2            | 336           |
| Luxemburgo                             | 333                   | 3            | 330           |
| Chipre                                 | 297                   | 10           | 287           |
| Hungría                                | 283                   | 134          | 149           |
| Uganda                                 | 263                   | 0            | 263           |
| Martinica                              | 261                   | 1            | 260           |
| Pakistán                               | 253                   | 25           | 228           |
| Laos                                   | 242                   | 1            | 241           |
| Fiyi                                   | 234                   | 0            | 234           |
| República Democrática del Congo        | 222                   | 0            | 222           |
| Guayana Francesa                       | 213                   | 1            | 212           |
| Trinidad y Tobago                      | 211                   | 5            | 206           |
| Guadalupe                              | 197                   | 5            | 192           |
| Jamaica                                | 191                   | 7            | 184           |
| Polinesia Francesa                     | 183                   | 7            | 176           |
| Nepal                                  | 172                   | 3            | 169           |
| Mayotte                                | 164                   | 2            | 162           |
| Barbados                               | 154                   | 3            | 151           |
| Sudán                                  | 145                   | 5            | 140           |
| Samoa                                  | 138                   | 2            | 136           |
| Birmania                               | 137                   | 0            | 137           |
| Emiratos Árabes Unidos                 | 125                   | 6            | 119           |
| Islas Caimán                           | 121                   | 1            | 120           |
| Armenia                                | 119                   | 3            | 116           |
| Montenegro                             | 119                   | 7            | 112           |
| Cabo Verde                             | 118                   | 0            | 118           |
| Islas Marshall                         | 115                   | 1            | 114           |
| Surinam                                | 110                   | 2            | 108           |
| Islas Cook                             | 106                   | 1            | 105           |
| Bielorrusia                            | 102                   | 88           | 14            |
| Antillas Neerlandesas                  | 98                    | 0            | 98            |
| Kosovo                                 | 98                    | 14           | 84            |
| Haití                                  | 91                    | 0            | 91            |
| Samoa Americana                        | 90                    | 1            | 89            |
| Estados Federados de Micronesia        | 82                    | 0            | 82            |
| Islas Vírgenes de los Estados Unidos   | 80                    | 1            | 79            |
| Isla de Man                            | 75                    | 1            | 74            |
| Namibia                                | 75                    | 1            | 74            |
| Islas Marianas del Norte               | 71                    | 0            | 71            |
| Mauricio                               | 69                    | 8            | 61            |
| Lituania                               | 68                    | 23           | 45            |
| Santo Tomé y Príncipe                  | 66                    | 2            | 64            |
| Lesoto                                 | 65                    | 0            | 65            |
| Gibraltar                              | 62                    | 0            | 62            |
| San Martín                             | 62                    | 0            | 62            |
| Kirguistán                             | 61                    | 0            | 61            |
| Mozambique                             | 57                    | 2            | 55            |
| Santa Lucía                            | 55                    | 1            | 54            |
| Wallis y Futuna                        | 55                    | 0            | 55            |
| Belice                                 | 49                    | 0            | 49            |
| Níger                                  | 49                    | 0            | 49            |
| Palaos                                 | 47                    | 0            | 47            |
| Islas Turcas y Caicos                  | 44                    | 0            | 44            |
| Angola                                 | 37                    | 0            | 37            |
| Dominica                               | 36                    | 0            | 36            |
| Mónaco                                 | 36                    | 0            | 36            |
| Maldivas                               | 35                    | 1            | 34            |
| Seychelles                             | 33                    | 0            | 33            |
| Botsuana                               | 31                    | 0            | 31            |
| Bahamas                                | 29                    | 4            | 25            |
| Corea del Norte                        | 27                    | 10           | 17            |
| Guyana                                 | 27                    | 0            | 27            |
| Bermudas                               | 25                    | 1            | 24            |
| Islas Vírgenes Británicas              | 25                    | 0            | 25            |
| Tuvalu                                 | 23                    | 0            | 23            |
| República del Congo                    | 21                    | 0            | 21            |
| Granada                                | 20                    | 0            | 20            |
| Tonga                                  | 20                    | 1            | 19            |
| Etiopía                                | 19                    | 0            | 19            |
| Kazajistán                             | 17                    | 0            | 17            |
| San Vicente y las Granadinas           | 17                    | 0            | 17            |
| Bután                                  | 16                    | 0            | 16            |
| Tayikistán                             | 16                    | 0            | 16            |
| Mauritania                             | 15                    | 0            | 15            |
| Anguila                                | 14                    | 0            | 14            |
| Azerbaiyán                             | 14                    | 0            | 14            |
| Aruba                                  | 13                    | 0            | 13            |
| Mali                                   | 12                    | 0            | 12            |
| Papúa Nueva Guinea                     | 12                    | 0            | 12            |
| Nigeria                                | 11                    | 2            | 9             |
| Andorra                                | 10                    | 0            | 10            |
| Costa de Marfil                        | 9                     | 0            | 9             |
| Yibuti                                 | 9                     | 0            | 9             |
| Nauru                                  | 8                     | 0            | 8             |
| Burundi                                | 7                     | 0            | 7             |
| Islas Malvinas                         | 7                     | 1            | 6             |
| San Cristóbal y Nieves                 | 6                     | 2            | 4             |
| Timor Oriental                         | 6                     | 0            | 6             |
| Liechtenstein                          | 5                     | 0            | 5             |
| San Marino                             | 5                     | 0            | 5             |
| Suazilandia                            | 5                     | 0            | 5             |
| Antigua y Barbuda                      | 4                     | 0            | 4             |
| Camerún                                | 4                     | 0            | 4             |
| Islas Cocos                            | 4                     | 1            | 3             |
| Islas Salomón                          | 4                     | 1            | 3             |
| Kiribati                               | 4                     | 0            | 4             |
| Malaui                                 | 4                     | 0            | 4             |
| Territorio Antártico Británico         | 4                     | 0            | 4             |
| Sahara Occidental                      | 4                     | 0            | 4             |
| Isla Norfolk                           | 3                     | 0            | 3             |
| Territorio Británico del Océano Índico | 3                     | 0            | 3             |
| Vanuatu                                | 3                     | 0            | 3             |
| Dependencia Ross                       | 2                     | 0            | 2             |
| Islas Pitcairn                         | 2                     | 0            | 2             |
| San Bartolomé                          | 2                     | 0            | 2             |
| Somalia                                | 2                     | 0            | 2             |
| Chad                                   | 1                     | 0            | 1             |
| Ciudad del Vaticano                    | 1                     | 0            | 1             |
| Groenlandia                            | 1                     | 0            | 1             |
| TOTAL                                  | 1 678 817             | 19 274       | 1 659 543     |

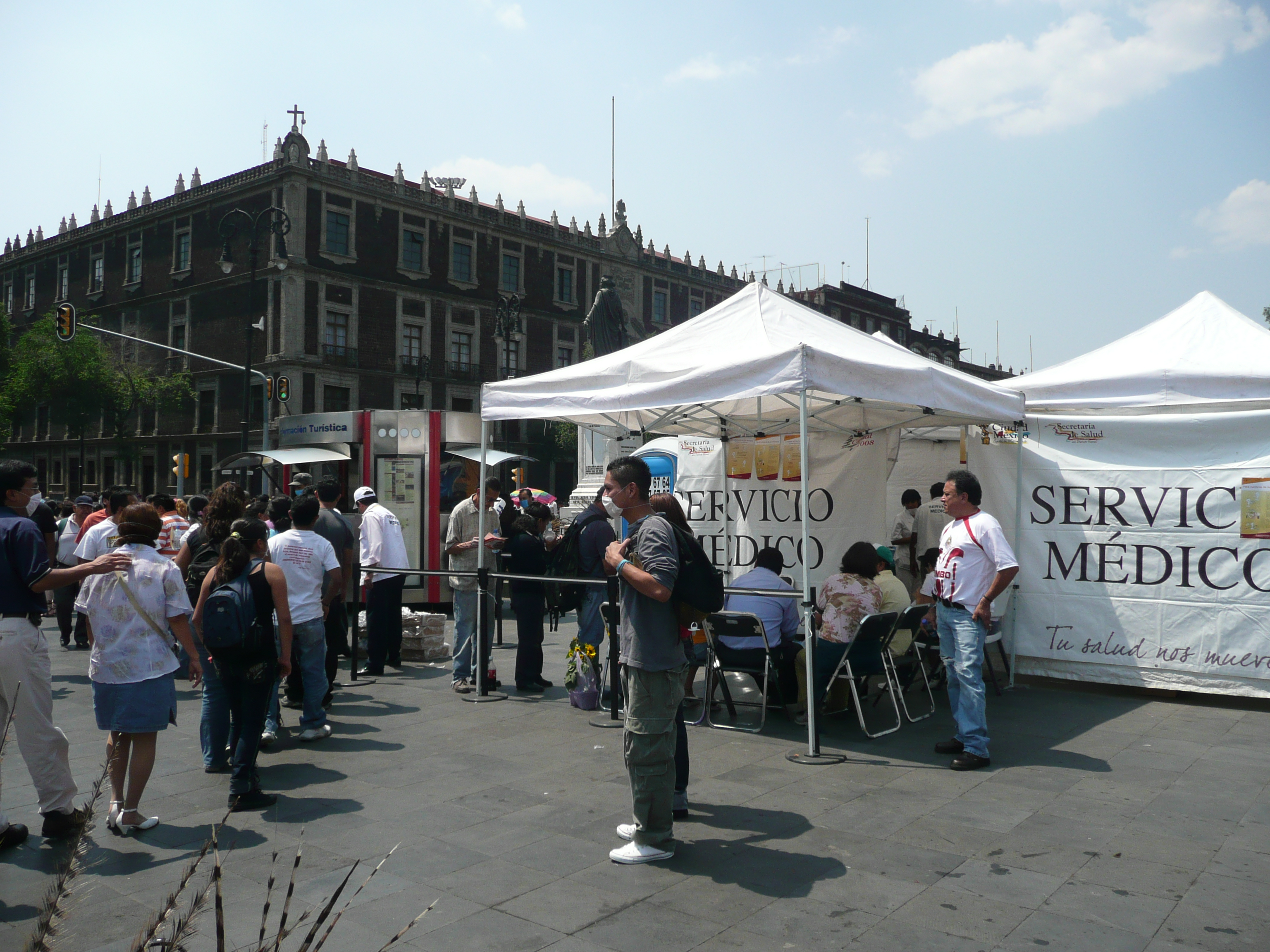
Hospitales provisionales para la atención de posibles infectados en Ciudad de México, México en 2009.

Entre 2005 y 2007, el Centro para el Control de Enfermedades (Atlanta, Estados Unidos) reportó 5 casos de gripe porcina. El primer caso detectado en 2009 se detectó el 28 de marzo, esto de acuerdo a la conferencia de prensa del 23 de abril de 2009 de la Dra. Nancy Cox. De acuerdo al mensaje televisado del presidente de México Felipe Calderón el 29 de abril de 2009, la situación se confirmó el 21 de abril de 2009 y se comunicó al público el 23 de abril.
Este brote se hizo público el 22 de abril cuando el diario mexicano Reforma alertó sobre los casos ocurridos en la Zona Metropolitana de la Ciudad de México. Inicialmente fueron afectadas tres áreas diferentes de México (Distrito Federal, Estado de México y San Luis Potosí) y Estados Unidos (estados de Texas y California), afectando a una población joven y sana. El 25 de abril se confirman casos en el estado de Nueva York y Kansas. El 27 de abril de 2009, la nueva cepa fue confirmada en Ohio, Canadá, España y Reino Unido, y el 28 de abril se confirmaron tres casos en Nueva Zelanda y uno más en Israel. Esto impulsó a la OMS a elevar su nivel de alerta pandémica a 4, que se encontraba en el nivel 3 desde hacía años por la gripe aviar. En estos días se iban confirmando la extensión a otros países por casos de viajeros procedentes de México, excepto en el primer caso indirecto en España el día 29 de abril, en que se confirmó por primera vez un caso de un contagio entre humanos fuera de México, siendo la pareja de una mujer que había contraído la infección en su viaje a México, y que estaba asintomática. Posteriormente se produjeron otros casos en otros lugares como Alemania, Colombia, Corea del Sur y Reino Unido.
Inicialmente todos los decesos a causa del virus se produjeron en México hasta el 29 de abril, en que un niño mexicano de 23 meses falleció en EE. UU. tras acudir allí para su tratamiento. El número creciente de casos alrededor del mundo y la expansión de decesos por gripe porcina fuera de las fronteras mexicanas hizo que la OMS elevara nuevamente (el 29 de abril) el nivel de 4 a 5, que significa "pandemia inminente". El 11 de junio de 2009, la OMS declaró que ya era pandemia, el nivel 6 y que el virus se contagiaba persona-persona en varias regiones del mundo, algo que no indica mayor gravedad en su virulencia.

## Evolución de los casos diagnosticados por serología
A continuación se exponen en un gráfico los datos que se han diagnosticado serológicamente (de forma exclusiva), y por tanto representa una proporción mínima de los infectados reales, que en los casos de epidemias se estiman según Enfermedades de Declaración Obligatoria, ya que no hay datos públicos a nivel mundial. Inicialmente la serología se realizaba de forma exhaustiva fuera de donde se inició la pandemia, pero a partir de la semana octava, momento en el que la enfermedad alcanzó el nivel de pandemia, el diagnóstico serológico es una mínima parte de los casos, y por tanto no se puede establecer una relación entre el número de muertes y estos casos. Esto ocurrió con anterioridad en Estados Unidos y en México, lugares donde el estado de epidemia se declaró con anterioridad.
| Cuadro de evolución al inicio de la pandemia (muertes / casos confirmados por laboratorio) Datos oficiales publicados por la OMS con confirmación serológica a 1 de agosto de 2010. |

## Fases pandémicas
- Nueva cepa. El virus es una nueva cepa de gripe, para la que las poblaciones humanas no han sido vacunadas o no están inmunizados de forma natural.[67]
- Transmisión entre humanos. El virus se transmite de humano a humano. Las investigaciones realizadas en pacientes infectados indicaron que no tuvieron contacto directo con cerdos, como una granja o ferias agrícolas.[68][69] En contraposición, la transmisión del brote más severo entre humanos por gripe, la gripe aviar (que alcanzó su cénit en 2006), se producía por contacto directo entre humanos y pájaros.[70]
- Virulencia. Por razones todavía desconocidas, todos los fallecidos hasta el 29 de abril eran mexicanos, incluido el niño que fue llevado a EE. UU. para su tratamiento. Más aún, es en México principalmente donde las muertes producidas a causa de la enfermedad han sido entre jóvenes y adultos sanos.[71] Otras cepas de influenza reproducen los síntomas más graves entre niños pequeños, ancianos, y aquellos con sistemas inmunes debilitados.[72][73] Sin embargo, el CDC señaló que los síntomas mostrados por la gripe porcina son muy similares a los provocados por una gripe normal;[74] mientras que algunos medios de información han especulado sobre el virus que podía provocar una tormenta de citocinas en los pacientes.[71] Actualmente no hay evidencias que sustenten esta hipótesis, añadiendo el CDC que hay "información insuficiente hasta la fecha sobre complicaciones clínicas sobre esta variante de gripe porcina A (H1N1)".[74]
- Carencia de datos. Actualmente se desconocen otros factores determinantes (como las tasas, patrones de transmisión, y la eficacia de los tratamientos actuales de la gripe). Combinados con la imprevisibilidad innata de las cepas de la gripe, dificultan la elaboración de previsiones fiables.[75]

Como nota, predecir el tamaño y la severidad de los brotes de gripe es una ciencia inexacta. El gobierno estadounidense se equivocó durante la predicción de 1976, durante la pandemia de gripe porcina que nunca se materializó.
Durante una declaración, la OMS dijo: «Como hay casos humanos asociados con un virus de gripe de animal, y debido a la extensión geográfica de múltiples brotes (sumado todo ello a los inusuales grupos de edad afectados), estos acontecimientos son motivo de preocupación». Aun así, las muertes causadas por el virus de la gripe A (H1N1) son hasta la fecha mucho menores que las de la gripe estacional, que produce entre 250 000 y 500 000 muertes al año. Por este motivo, algunos grupos de médicos y doctores creen que dar el nivel de alerta seis fue una decisión precipitada por parte de la OMS.

### Niveles de alerta de la OMS

#### Nivel 3
La OMS decidió no elevar el nivel de alerta por pandemia mundial tras su primera reunión, el 25 de abril de 2009. Un nivel de alerta 3 significa que se ha confirmado la presencia de un nuevo virus, pero que no hay evidencia de contagio de humano a humano, o bien este es insuficiente para provocar epidemias a nivel de una comunidad. El nivel 3 lleva activado desde la crisis de la gripe aviar en 2006.

#### Nivel 4
Después del segundo encuentro del Comité de Emergencia el 27 de abril de 2009, se elevó el nivel de alerta por pandemia a la Fase 4. La fase 4 ("Transmisión sostenida de humano a humano") implica brotes por toda la comunidad. La mañana del 29 de abril de 2009, el director general Adjunto en funciones de la Organización Mundial de la Salud, Dr. Keiji Fukuda, declaró:

[...] estamos acercándonos a la fase 5. Ahora, nuestra intención es tener la absoluta certeza de que tratamos con la transmisión sostenida en al menos dos o más países.

#### Nivel 5
A finales del día 29 de abril de 2009, la OMS incrementó el nivel de alerta por pandemia a 5 (el penúltimo nivel), indicando que la pandemia era "inminente". Se han registrado casos de transmisión entre humanos en múltiples regiones. En España, fuentes oficiales confirmaron el primer caso europeo de una persona infectada que no había viajado a México, pero cuya pareja sí lo había hecho.

#### Nivel 6
El 11 de junio de 2009, se adoptó la medida de declarar la fase 6 de alerta de pandemia, tras reuniones y consensos con equipos de científicos y los responsables de salud pública en los países afectados. La OMS declaró que la fase 6 reflejaría el hecho de que la enfermedad está propagándose geográficamente de manera exitosa, pero este nivel de alerta no necesariamente indica cuán virulenta es la enfermedad.

#### Periodo pospandémico
Para el 18 de septiembre de 2010, tras poco más de un año de la declaración de la alerta pandémica de fase 6, el Comité de Emergencias de la OMS decretó que dicha fase de la alerta por pandemia de gripe había concluido y que empezaba el periodo pospandémico, confirmando que la trayectoria del virus H1N1 se había agotado, aunque no desaparecido y posiblemente perdure durante años. Durante la década de 2010, el virus mantuvo su fuerza infecciosa en quienes lo contraían, así como también, muchos pacientes contagiados fallecían, o bien se recuperaban satisfactoriamente.

## Recomendaciones
Una de las medidas tomadas consistió en la elaboración, por parte de la Secretaría de Salud del Gobierno Mexicano, de la lista siguiente de recomendaciones para evitar la infección:
- Mantenerse a 1 o 2 metros de distancia de las demás personas que tengan una infección respiratoria.
- Evitar saludar de mano y beso (salvo que se trate de familiares y conocidos cercanos que no presenten los síntomas).
- Evitar tocarse la cara, en particular las zonas donde las mucosas están expuestas (los ojos, la boca, el interior de la nariz, el interior de las orejas).
- Evitar compartir alimentos, vasos ni cubiertos.
- Ventilar y permitir la entrada de sol en la casa, en las oficinas y en todos los lugares cerrados.
- Mantener limpias las cubiertas de cocina y baño, las manijas y los barandales, así como los juguetes, los teléfonos o los objetos de uso común.
- En caso de presentar un cuadro de fiebre alta de manera repentina, o presentar, simultáneamente, los síntomas siguientes: tos, dolor de cabeza, dolor muscular y de articulaciones, acudir de inmediato al médico o a la unidad de salud más cercana.
- Abrigarse y evitar cambios bruscos de temperatura.
- Comer frutas y verduras ricas en vitamina A y en vitamina C (zanahoria, papaya, guayaba, naranja, mandarina, lima, limón y piña).
- En caso de que no se tenga acceso a los alimentos mencionados, consumir suplementos alimenticios de vitamina C y vitamina D.
- Lavarse las manos frecuentemente con agua y jabón (aunque el jabón no ejercerá ningún efecto químico sobre las partículas del virus, éstas se eliminarán de las manos por la acción física de frotarse las manos con agua y jabón).
- En oficinas, call centers y cibercafés, limpiar teclados y ratones de las computadoras con alcohol para desinfectar y evitar una posible propagación del virus, sobre todo si han sido utilizados en las últimas horas o si las utilizan muchas personas durante el día.
- Desinfectar cerraduras de puertas y pasamanos de lugares públicos con hipoclorito de sodio (el hipoclorito de sodio es el limpiador y desinfectante de uso común en todos los hogares mexicanos, la gente lo identifica sin excepción con el nombre común de CLORO o cloro, se consigue en cualquier comercio de víveres o abarrotes, supermercados, etcétera, solo hay que buscar o pedir cloro, no tiene variantes en el nombre, solo en la marca comercial, otros nombres coloquiales son blanqueador para ropa —pero nunca confundir con lejía, lavandina o jabón, etcétera, léanse las instrucciones de uso—).
- Evitar exposición a contaminantes ambientales.
- Evitar fumar en lugares cerrados cerca de niños, ancianos o enfermos crónicos.[89]

## Críticas a la gestión política
Numerosos artículos científicos han cuestionado desde el principio la gestión política de la pandemia de gripe A (H1N1) tanto por parte de la OMS, como de los ministerios de sanidad de diferentes países, por la alarma sanitaria mundial generada innecesariamente. Así como los intereses económicos que han condicionado la definición de pandemia, la vacunación y los antivirales.
El Consejo de Europa abrió una investigación sobre los puntos oscuros de la gestión de la OMS y la influencia de los laboratorios farmacéuticos, reflejado en diversas publicaciones especializadas y en medios de prensa general, que señalaban que el alerta de pandemia fue impulsado por las empresas farmacéuticas para recuperar las inversiones que habían realizado en investigación. El epidemiólogo Dr. Wolfgang Wodarg, expresidente de la Subcomisión de Salud del Consejo de Europa, que impulsó la investigación a la que hace referencia más arriba, acusa directamente a la industria farmacéutica de “organizar la psicosis”. Las acusaciones de Wodarg son muy duras: “on a voulu absolument utiliser ces produits brevetés nouveaux au lieu de mettre au point des vaccins selon des méthodes de fabrication traditionnelles bien plus simples, fiables et moins coûteuses. Il n’y avait aucune raison médicale à cela. Uniquement des raisons de marketing”.
El informe producido por el Comité de Salud Social y Asuntos de Familia de la Asamblea Parlamentaria del Consejo de Europa, cuyo miembro informante fue el diputado británico Paul Flynn, afirma: 

La forma en que se ha manejado la pandemia de gripe H1N1, no solo por la OMS, sino también por las autoridades de salud competentes a nivel de la Unión Europea y a nivel nacional, provoca alarma. Algunas de las consecuencias de las decisiones tomadas y las recomendaciones proporcionadas son particularmente problemáticas, puesto que llevaron a una distorsión de las prioridades de los servicios de salud pública a través de Europa, dilapidaron grandes sumas de fondos públicos y también (provocaron) temores injustificados sobre los riesgos para la salud que enfrentaba el público europeo en general.

Se han identificado fallas graves con relación a la transparencia de los procesos de toma de decisiones relativas a la pandemia, que han generado preocupaciones sobre la posible influencia de la industria farmacéutica sobre algunas de las decisiones más importantes respecto de la pandemia. Ha de temerse que esta falta de transparencia y responsabilidad resultará en una caída en picada de la confianza en las recomendaciones proporcionadas por las mayores instituciones de salud pública.

Numerosos epidemiólogos e infectólogos lanzaron fuertes críticas sobre el manejo de la alegada pandemia. Entre ellos, Marc Gentilini, infectólogo, miembro de la Academia de Medicina y expresidente de la Cruz Roja francesa, señalaba una “pandemia de la indecencia"; Pierre Biron, exprofesor de Farmacología Médica de la Facultad de Medicina de la Universidad de Montreal, califica la situación de "histeria pandémica", señalando que las necesidades de la salud pública han sido desplazadas en beneficio de una seudocrisis que reporta ganancias a las compañías farmacéuticas; ya en julio de 2009 el epidemiólogo británico Tom Jefferson denunciaba la situación: “A veces se tiene la impresión de que hay toda una industria esperando que ocurra una pandemia”.
Se realizaron múltiples denuncias sobre la influencia de la industria farmacéutica sobre el grupo de expertos estratégico de la OMS (SAGE, por sus siglas en inglés, Strategic Advisory Group of Experts), que aconsejó la elevación de la alerta de pandemia a nivel 6 a la directora general de la OMS, Margaret Chan; sobre el grupo de expertos ad hoc de vacunación de la gripe A, constituido en abril de 2009 e integrado por tres miembros del SAGE y otros diez expertos; y sobre el comité que estudió la evolución de la pandemia. Estas denuncias por conflictos de interés implicaban a los tres miembros de SAGE en el grupo ad hoc: Juhani Eskola, finlandés, recibía fondos de Novartis y el financiamiento principal del instituto que dirigía (alrededor de 6 millones de euros) dependía de GlaxoSmithKline, fabricante de vacunas contra la gripe A H1N1; Peter Figueroa, jamaiquino, recibía financiamiento de Merck, y Malik Peiris, de Hong Kong, recibía fondos de Baxter International, Sanofi Pasteur y GlaxoSmithKline. Otros dos miembros del grupo ad hoc con aparentes conflictos de interés eran el holandés Albert Osterhaus, accionista de Viroclinics, una compañía que desarrolla tratamientos contra la gripe A, y el británico Neil Ferguson, quien también recibía fondos de Baxter, GlaxoSmithKline y Roche. Finalmente, el virólogo francés Bruno Lina, quien presidía el comité para el seguimiento de la evolución de la pandemia e integraba también el comité designado por el gobierno francés, recibía fondos de Roche, Novartis, GlaxoSmithKline y Sanofi-Pasteur.
Los crìticos académicos y políticos de la gestión de la OMS y las autoridades de salud señalaban una serie de hechos adicionales como motivo de sospecha:
- JP Morgan calculaba que la declaración de pandemia producirá para las empresas farmacéuticas beneficios del orden de 10 mil millones de dólares estadounidenses.[100]
- La OMS cambió su definición de "pandemia" suprimiendo los requisitos de alta morbilidad y mortalidad.[101] El peligro inmediato de esta sobrevaluación del término “pandemia”, señala P. Doshi, es que “las respuestas de salud pública no calibradas a la amenaza pueden ser percibidas como alarmistas, erosionando la confianza pública y resaltando en que las personas ignoren alertas importantes cuando ocurran epidemias serias”.[102]
- La enfermedad no tenía una virulencia ni una tasa de mortalidad mayor que la de la gripe “común”. Si se considera a nivel global, probablemente la mortalidad es menor. Numerosos estudios avalan este dato.[103]
- Los inhibidores de la neuroamidasa oseltamivir (“Tamiflu”) y zanamivir (“Relenza”) apenas provocan una pequeña reducción en la duración de los síntomas, del orden de 12 horas promedio.[104]

El estudio de Shun-Shin et al concluye:

- Los antivirales (oseltamivir y zanamivir) acortan la duración media de la gripe en 0,5 a 1,5 días y reducen la transmisión en 8 %.
- El tratamiento antiviral no tiene un efecto clínicamente significativo en la reducción de exacerbaciones del asma o en el uso total de antibióticos, pero el oseltamivir está asociado con un incremento en el riesgo de vómitos.
- Los efectos de los antivirales en la reducción del curso de la enfermedad o en evitar complicaciones en niños con la actual pandemia de gripe no se conocen, pero con base en la evidencia actual, podrían ser limitados.